# Pang Hui
Pang Hui (chinesisch 龐會 / 庞会, Pinyin Páng Huì) war ein General der Wei zur Zeit der Drei Reiche im alten China.
Wie sein Vater Pang De gelang ihm eine bemerkenswerte Karriere im Militär, und er wurde zum „General der Zentralgarde“ (中衛將軍 / 中卫将军) ernannt und mit einem Marquis-Titel dekoriert.
Nach den Aufzeichnungen von Shu (蜀記 / 蜀记) von Wang Yin (王隱 / 王隐) vernichtete Pang Hui nach der Eroberung von Shu (263) die Familie Guan Yus, der seinen Vater in der Schlacht von Fancheng getötet hatte.
| Personendaten    | Personendaten                                           |
| ---------------- | ------------------------------------------------------- |
| NAME             | Pang, Hui                                               |
| ALTERNATIVNAMEN  | Páng, Huì                                               |
| KURZBESCHREIBUNG | General der Wei zur Zeit der Drei Reiche im alten China |
| GEBURTSDATUM     | 2. Jahrhundert oder 3. Jahrhundert                      |
| STERBEDATUM      | 3. Jahrhundert oder 4. Jahrhundert                      |